# Psicoterapia corporea
La psicoterapia corporea, anche chiamata psicoterapia orientata al corpo, è un approccio psicoterapeutico che applica i principi di base della psicologia somatica. Le sue origini risalgono al lavoro di Pierre Janet, Sigmund Freud e in particolare di Wilhelm Reich, che lo ha sviluppato come vegetoterapia.
Quasi tutti i metodi di psicoterapia corporea usano la percezione corporea come una possibilità di portare alla coscienza i processi mentali inconsci sconosciuti. I metodi di psicoterapia corporea sono orientati all'esperienza attuale, il che significa che durante il processo terapeutico viene posto al centro dell'attenzione ciò che accade nel corpo.

## Storia
Wilhelm Reich e i post-Reichiani sono considerati i precursori fondamentali della psicoterapia corporea. A partire dal 1930, Reich divenne noto per aver formulato l'ipotesi che la tensione muscolare riflettesse le emozioni represse, ciò che chiamava "armatura corporea" e sviluppò un modo per esercitare una pressione che permettesse il rilascio emotivo nei suoi clienti. Tali considerazioni lo portarono ad essere allontanato dai gruppi psicoanalitici classici. Il suo lavoro trovò una casa nel "movimento di crescita" (growth movement) degli anni '60 e '70 e nel progetto controculturale di "liberare il corpo" (liberating the body). Come risultato, la psicoterapia corporea fu emarginata all'interno della psicologia dominante e fu vista negli anni '80 e '90 come "la corrente minoritaria più radicale della psicoterapia".
Alexander Lowen nella sua analisi bioenergetica e John Pierrakos con la Core energetica estesero l'idea di Reich sulla natura segmentata dell'"armatura corporea". Successivamente l'approccio di Chiron ha aggiunto elementi della terapia della Gestalt alla psicoterapia corporea.
I primi anni 2000 videro una "rinascita della psicoterapia corporea", ciò sembra rappresentare un più ampio interesse per il corpo da parte della psicologia e altre discipline tra cui filosofia, sociologia, antropologia e studi culturali. La teoria delle relazioni oggettuali ha probabilmente aperto la strada per una considerazione più completa della relazione mente-corpo in psicoterapia.

## Branche
Esistono numerose branche della psicoterapia corporea che fanno particolare riferimento ai loro fondatori: ad esempio "Analisi bioenergetica" al lavoro di Lowen, la "Core energetica" a quello di Pierrakos; "Radix" al lavoro di Chuck Kelley; "Psicoterapia organismica" al lavoro di Malcolm e Katherine Brown; "Biosintesi" al lavoro di David Boadella; "Psicologia biodinamica" a quello di Gerda Boyesen; "Rubenfeld Synergy" (Sinergia Rubenfeld) al lavoro di Ilana Rubenfeld; "Body-Mind Centering" (BMC) al lavoro di Bonnie Bainbridge Cohen e "Body-mind Psychotherapy" a quello di Susan Aposhyan. Tra questi, anche lo sviluppo dell'integrazione posturale ed energetica di Jack Painter secondo una modalità psicoterapeutica.
Molti di questi approcci alla psicoterapia corporea sono stati influenzati dal lavoro di Wilhelm Reich, a cui è stata aggiunta e incorporata una varietà di altre influenze.
Accanto alle psicoterapie corporee sviluppate direttamente dal lavoro di Reich, c'è una branca della psicoterapia corporea post-junghiana, sviluppata dalla teoria di Carl Jung sull'"inconscio somatico". Mentre molti post-junghiani contestano Reich e non lavorano con il corpo, i maggiori contributi alla psicoterapia corporea junghiana, provengono dal lavoro di Arnold Mindell con il suo concetto di "corpo di sogno" e dagli sviluppi della psicologia orientata al processo. La psicologia orientata al processo è nota per la sua attenzione al corpo e al movimento.
La psicoterapia corporea e la terapia del movimento di danza (danzaterapia) si sono sviluppate separatamente e sono professionalmente distinte, tuttavia hanno una base comune significativa e principi condivisi tra cui l'importanza delle tecniche terapeutiche non verbali e lo sviluppo della consapevolezza focalizzata sul corpo.
Una revisione della ricerca sulla psicoterapia corporea trova una piccola ma crescente evidenza empirica sui risultati della psicoterapia corporea, tuttavia è indebolita dalla frammentazione del campo in diversi rami e scuole. La revisione riporta che uno degli studi più rilevanti è la ricerca di risultati longitudinali (2 anni) condotta con 342 partecipanti in 8 diverse scuole (Psicologia esperienziale Hakomi, Psicoterapia corporea unitiva, Psicologia biodinamica, Analisi bioenergetica, Psicoterapia verbale e corporea centrata sul cliente, Psicoterapia integrativa corporea, Psicoterapia orientata al corpo e Biosintesi). L'efficacia complessiva è stata dimostrata nella riduzione dei sintomi, tuttavia il disegno dello studio non ha portato ad altre sostanziali conclusioni.
La revisione della ricerca sui risultati dei diversi tipi di psicoterapia corporea ha portato a concludere che l'evidenza dell'efficacia del trattamento è maggiore nei casi di disturbi somatoformi/psicosomatici e di schizofrenia, mentre sembra avere "generalmente buoni effetti sui sintomi depressivi e ansiosi, somatizzazione e insicurezza sociale".

## Trauma
La psicoterapia corporea è utilizzata come approccio multimodale al trattamento dei traumi psicologici, in particolare disturbi da stress post-traumatici.
Recuperare il senso dei confini fisici attraverso la psicoterapia sensomotoria è una parte importante per ristabilire fiducia nei traumatizzati. L'importanza di unire consapevolezza somatica e cognitiva, fu già suggerita dai lavori di Pierre Janet, oltre che più recentemente da quelli di Antonio Damasio.
La necessità di lavorare spesso senza contatto con vittime traumatizzate rappresenta una sfida speciale per gli psicoterapeuti orientati al corpo.

## Organizzazioni
La European Association for Body Psychotherapy (EABP - Associazione Europea per la Psicoterapia Corporea) e la United States Association for Body Psychotherapy (USABP - Associazione Statunitense per la Psicoterapia Corporea) sono due associazioni professionali per gli psicoterapeuti orientati al corpo.
L'EABP è stata fondata nel 1988 per promuovere l'inclusione della psicoterapia corporea all'interno di un più ampio processo di professionalizzazione, standardizzazione e regolamentazione della psicoterapia in Europa, guidato dalla European Association for Psychotherapy (EAP - Associazione Europea per la Psicoterapia). Il comitato EABP si è impegnato a soddisfare gli standard EAP per stabilire la validità scientifica delle modalità di psicoterapia e l'ha raggiunto nel 1999/2000 per la psicoterapia corporea nel suo complesso, con le modalità individuali che conseguono successivamente anche questo riconoscimento. L'EABP fornisce una bibliografia ricercabile delle pubblicazioni di psicoterapia corporea, contenente oltre 4.000 voci.
L'Associazione Italiana della Psicoterapia Corporea è l'AIPC e costituisce la Sezione Italiana dell'EABP e ne rappresenta le sue attività in Italia, garantendo che tutti gli psicoterapeuti aderenti rientrino negli standards dell'EABP, contenuti nella convenzione tra Associazioni Nazionali e EABP. L'AIPC si è costituita nel 2000 dalle precedenti esperienze del Comitato Scientifico Internazionale per la Psicoterapia Corporea (Napoli, 1990) e dell'Associazione Nazionale per la Psicoterapia Corporea (Catania, 1992).
L'USABP è stato costituito nel giugno 1996 per fornire una rappresentanza professionale per gli psicoterapeuti orientati al corpo negli Stati Uniti. L'USABP ha lanciato nel 2002 una rivista professionale peer-reviewed, la rivista statunitense Body Psychotherapy Journal, che è stata pubblicata due volte all'anno dal 2002-2011. Nel 2012, le organizzazioni EABP e USABP, hanno lanciato insieme l'International Body Psychotherapy Journal.

## Critiche
L'importanza delle questioni etiche nelle psicoterapie corporee è stata sottolineata a causa dell'intimità delle tecniche impiegate, che implicano un contatto fisico tra paziente e terapeuta.
Il termine "bioenergetica" ha un significato consolidato in biochimica e nella biologia cellulare. Il suo uso da parte di alcune psicoterapie corporee come l'analisi bioenergetica è stato criticato perché "ignora il già consolidato consenso universale sull'energia esistente nella scienza".
Il concetto di "grounding", nella sua accezione di sinonimo di "earthing" come proposto da alcune psicoterapie corporee, è stato criticato come pseudoscienza dagli scettici e nella comunità medica. La psicoterapia corporea, che a tale concetto si richiama, è riconducibile a un gruppo di psicoterapeuti che ritengono che la psicoterapia debba essere pensata come un mestiere basato sull'abilità piuttosto che come una scienza, e debba essere valutata in base all'efficacia del trattamento piuttosto che in base alla validità scientifica. Comunque, gli studi sull'efficacia della psicoterapia corporea sono pochi e, sebbene i risultati in alcuni casi siano positivi, tale insieme di evidenze "non è preponderante".
Una nota revisione sistematica della letteratura scientifica disponibile in materia è stata scritta da diversi autori in conflitto di interesse perché collegati ad aziende che operano nel settore. Steven Novella si è riferito a tale revisione come a un esempio "del genere di studi senza valore progettati per generare falsi positivi, il genere di studi interni che le aziende a volte utilizzano in modo da poter affermare che i loro prodotti sono clinicamente dimostrati."